# مارلبورو، شهرستان مونمووث، نیوجرسی
مارلبورو (به انگلیسی: Marlboro) یک منطقهٔ مسکونی در ایالات متحده آمریکا است که در مارلبورو، نیوجرسی واقع شده‌است. مارلبورو ۵۰٫۹ متر بالاتر از سطح دریا قرار دارد.